# Santiniketan
Santiniketan és una petita ciutat situada al Bengala Occidental, a l'Índia. És famosa per a la seva universitat Visva-Bharati, que ha estat fundada pel filòsof indi i Premi Nobel Rabindranath Tagore.
I va néixer el Premi Nobel d'Economia de l'any 1998, l'economista Amartya Sen.